# Ole Andreas Krogness
Ole Andreas Krogness, född 23 maj 1886 i Trondheim, död 28 maj 1934 i Fana, var en norsk fysiker.
Krogness blev student 1906, candidatus realium 1912, var assistent hos Kristian Birkeland 1906–1912, föreståndare för Haldde-observatoriet i Alta 1912–1918 och direktör för geofysiska institutet i Tromsø 1918–1928. Sistnämnda år blev han professor i jordmagnetism och kosmisk fysik vid Bergens Museum och föreståndare för geofysiska institutet och magnetiska byrån i Bergen. 
Krogness utförde grundläggande arbete vid Haldde-observatoriet och fick i anslutning till detta inrättat en magnetisk station vid Dombås 1916 och grundade (i samarbete med Olaf Devik) geofysiska institutet i Tromsø. 
Krogness var medlem av Tromsø Museums direktion 1919–1928, ordförande 1921–1928, och medlem av styrelsen för norska institutet för kosmisk fysik från 1928.